# Kelvin Arase
Kelvin Arase, né le 15 janvier 1999 à Benin City au Nigeria, est un footballeur autrichien. Il joue au poste d'ailier au Karlsruher SC.

## Carrière

### En club
En 2011, il rejoint le centre de formation du Rapid Vienne. En 2016, il est appelé en équipe première. Il fait ses débuts en championnat le 19 septembre 2016 contre le SV Mattersburg à l'Allianz Stadion en entrant à la 86e à la place de Louis Schaub.